# شبکه ارتباطات سلامت
شبکه ارتباطات سلامت (انگلیسی: Health Communication Network) (HCN) که به عنوان MedicalDirector شناخته می‌شود، شرکتی است که مقر آن در سیدنی استرالیا واقع شده و همچنین در باندابرگ و ملبورن دفاتری دارد.
شبکه ارتباطات سلامت توسط یک شرکت سرمایه‌گذاری خصوصی در تاریخ ۳۰ مارس ۲۰۱۶ به مبلغ ۱۵۵ میلیون دلار استرالیا به فروش رسانده شد.
این شبکه ارائه دهنده پرونده‌های سلامت الکترونیکی، مدیریت بیمار، صورتحساب، برنامه‌ریزی، هماهنگی مراقبت، اطلاعات دارو، محتوای بالینی و خدمات مدیریت بهداشت عمومی برای پزشکان عمومی و متخصصان در صنعت مراقبت‌های بهداشتی است. در این شبکه حدود ۲۳۰ نفر کار می‌کند. گردش سالانه این شبکه تقریباً ۶۵٬۰۰۰٬۰۰۰ دلار استرالیا است.